# 川崎市麻生市民館
川崎市麻生市民館（かわさきしあさおしみんかん）は神奈川県川崎市麻生区にある社会教育施設。

## 概要
1985年7月16日に開館。定員1,010人のホールのほか、大会議室（定員300人）や4つの会議室、和室、料理室、実習室、視聴覚室、体育室、児童室、市民ギャラリーを備える。総工費は約22億円。
川崎市立麻生図書館との複合施設（麻生文化センター）となっている。

## 交通
- 小田急小田原線新百合ヶ丘駅 徒歩3分